# Koper(I)fosfide
Koper(I)fosfide, ook wel aangeduid als koperfosfide of cuprofosfide, is een binaire verbinding van koper en fosfor met de formule: {\displaystyle {\ce {Cu3P}}}. Het ziet er uit als een gelig grijze massa brosse kristallen.

## Synthese
{\displaystyle {\ce {Cu3P}}} kan gemaakt worden in een reverberator-oven of in een smeltkroes, bijvoorbeeld in de reactie van rode fosfor met een koperrijke stof. Er is ook een fotochemische route beschreven via bestraling van koper(II)hypofosfiet met uv-licht. De reductie van koper(II)fosfaat met metallisch aluminium leidt ook tot de stof. Op witte fosfor ontstaat een laagje koper(I)fosfide als het wordt blootgesteld aan een waterige oplossing van koper(II)sulfaat.

## Structuur
Kristallografisch onderzoek heeft aangetoond dat de verbinding eigenlijk koper-deficiënt is, wat wil zeggen dat er (iets) minder dan 3 koper-ionen per fosfor-atoom aanwezig zijn.

## Eigenschappen
Onder ultraviolet licht zal koper(I)fosfide fluoresceren. De stof reageert niet met water.

## Toepassingen
Koper(I)fosfide speelt een rol in de bereiding van koperlegeringen, met name in fosforbrons. Het is bovendien een zeer goede deoxidizer voor koper.
De vorming van koperfosfide uit oplossingen van koper(II)sulfaat en witte fosfor wordt gebruikt bij de behandeling van wonden ten gevolge van brandbommen, die witte fosfor kunnen bevatten als brandbare stof. De wond wordt gewassen met een 1% koper(II)sulfaat-oplossing. De fosfordeeltjes kunnen dan makkelijk verwijderd worden, mede dankzij hun fluorescentie. De vorming van het laagje {\displaystyle {\ce {Cu3P}}} op witte fosfor wordt ook gebruikt in gevallen waarbij fosfor is ingeslikt: als deel van de behandeling wordt de maag met een koper(II)sulfaat-oplossing gespoeld. Er ontstaat een laagje koperfosfide op de fosfordeeltjes en doordat het fosfide niet met water reageert wordt het lichaam beschermd tegen kwalijke gevolgen van de aanwezigheid van elementaire (niet in een verbinding) fosfor.